# Kwiaty i drzewa
Kwiaty i drzewa (ang. Flowers and Trees) – amerykański film animowany z 1932 roku w reżyserii Burta Gilletta. 29. film z serii „Silly Symphonies” produkcji Walt Disney Productions.
Pierwszy technicolorowy film animowany oraz pierwszy film, który otrzymał Oscara w kategorii Najlepszy krótkometrażowy film animowany.

## Fabuła
Film opowiada o budzących się do życia drzewach. Zakochane drzewa zaczynają tańczyć w takt muzyki poważnej.

## Produkcja
W 1931 roku wobec mniejszych dochodów z biletów „Silly Symphonies”, Walt Disney wpadł na pomysł nakręcenia kreskówki w kolorze, czując że potrzebna jest kolejna nowinka techniczna, która zapewni popularność. Kiedy firma Technicolor skontaktowała się z Disneyem jako jednym z animatorów jako potencjalnych nabywców. Pierwsza kolorowa kreskówka pojawiła się w 1919 roku The Debut of Thomas Cat korzystająca z systemu zwanego Brewster Color, z którego szybko zrezygnowano z powodu ogromnych kosztów.
Ma początku lat 30. laboratorium Technicolor uważało, że rozwiązało dwa podstawowe problemy ograniczającowe masowe wykorzystanie system w filmie: jego koszt i szybkie blaknięcie/zmiana kolorów. Mimo to branża byłą sceptyczna i kiedy nie udało się zainteresować produktem żadnej z dużych wytwórni, firma zwróciła się najpierw do wytwórni niezależnych, a w końcu do wytwórni filmów animowanych. Oprócz Disneya zainteresowanie technicolorem wykazały jedynie Pioneer Films i Ub Iwerks Studios. Gdy Disney dowiedział się, że Iwerks planuje serię kreskówek dźwiękowych i kolorowych z podkładem muzyki klasycznej, które stanowiłyby bezpośrednią konkurencję dla serii „Silly Symphonies”  starał się o wyłączność na korzystanie z systemu.
Mimo nalegań Walta Roy uważał, że kolor jest ogromnym ryzykiem finansowych, na które teraz studia po prostu nie stać. Przypomniał, że pierwszych dwanaście odcinków „Silly Symphonies” zostało sprzedanych za ustaloną stawkę Columbia Pictures, Co więcej, średni budżet studia na film czarno-biały wzrósł do 10 tys. dolarów, z czego można było się spodziewać maksymalnego zwrotu ok. 45 tys. dolarów. Produkcja kolorowych kreskówek kosztowałaby przynajmniej dwa razy więcej przy maksymalnym spodziewanym zwrocie około 5 tys. dolarów, co obniżałoby zysk netto za film mniej więcej o 5 tys. dolarów. Poza tym Disney zamierzał sfinansować badania potrzebne do tego, by jego technicy rozwiązali problem, z którymi nie mogli poradzić sobie ludziez z Technicoloru. Nie zważając na zastrzeżenia brata Disney ubił interes z Technicolorem I polecił zniszczyć czarno-biały film Kwiatów i drzew i rozpocząć do nowa w kolorze. Po zdobyciu Oscara wytwórnia otrzymała, jak to potem określił Disney „lawinę” nowych zamówień.

## Nagrody
| Nazwa nagrody | Wygrane                                                   | Nominacje    |
| ------------- | --------------------------------------------------------- | ------------ |
| Oscar         | 1932 Najlepszy krótkometrażowy film animowany Walt Disney | 1932 wygrana |